# Николаев, Юрий Иванович (поэт)
Юрий Иванович Николаев (28 июля 1935, Саратов — 5 июля 1981, Холмск) — советский поэт и журналист. Член Союза писателей СССР (1973). Отец композитора и певца Игоря Николаева.

## Биография
Юрий Николаев родился 28 июля 1935 года в Саратове.
В 1951 году переехал в Холмск, где заочно окончил среднюю школу. Работал техником на судах Сахалинского морского пароходства, техником-метеонаблюдателем.
С 1957 года Николаев работал в редакции газеты «Сахалинский моряк», с 1962 — ответственным секретарём.
С 1960 года — член Союза журналистов СССР.
Писал стихи о море.
Дружил и работал с сахалинскими поэтами: Валерием Шульжиком, автором сказки про поросёнка Фунтика; Игорем Арбузовым, который позже стал ведущим программы «Добрый вечер, Москва»; Игорем Губерманом и др.

Ребята всем коллективом человек в десять на «рафике» или «козлике», выделенном им местным Домом радио, разъезжали по городам и посёлкам острова и читали свои стихи в клубах и пансионатах. Это были 70-е годы, время бесшабашное и беззаботное. Простые сахалинцы смотрели на этих поэтов как на избранных. Да они, наверное, такими и были — в общей массе работяг и моряков, населявших тогда Сахалин.— 
С 1965 года работал в газете «Коммунист» (в настоящее время — «Холмская панорама»).
С 1969 года работал в Сахалинском отделении «Дальиздата».
Работал помощником секретаря обкома КПСС.
В 1970 году окончил факультет журналистики заочной высшей партийной школы при ЦК КПСС. Член Союза писателей СССР (март 1973).
В январе 1979 года бюро обкома КПСС рекомендовало его для работы на судах транспортного флота, там он трудился первым помощником капитана на теплоходах «Сибирцево», «Холмск».
Скоропостижно скончался 5 июля 1981 года в Холмске.

## Семья
- Вдова — Светлана Митрофановна Николаева (род. 12 июня 1938) — бухгалтер
- Сын — Игорь Николаев (род. 17 января 1960) — певец, композитор, поэт и музыкант
- Внучки — Юлия (род. 27 октября 1978) — врач, живёт в США, и Вероника (род. 8 октября 2015)

## Творчество
Николаев публиковался в журнале «Дальний Восток», в сборниках «Сахалин», «Родной Сахалин».
Юрий Николаев пишет о Сахалине, смотрит на мир глазами сахалинца. Это получается у него естественно: жизнь и проблемы, возникающие на крайнем востоке Родины, — это не только материал, но и тема, и вдохновение его поэзии.Долматовский, Евгений Аронович

## Наследие
В 1999 году именем поэта названа центральная районная библиотека Холмска.
В 2001 году утверждена ежегодная литературная премия имени Юрия Ивановича Николаева.